# Luvo Manyonga
Luvo Manyonga, född 8 januari 1991, är en sydafrikansk friidrottare.
Manyonga blev olympisk silvermedaljör i längdhopp vid sommarspelen 2016 i Rio de Janeiro.